# Caragana arcuata
Caragana arcuata är en ärtväxtart som beskrevs av Ying Xing Liou. Caragana arcuata ingår i släktet karaganer, och familjen ärtväxter. Inga underarter finns listade i Catalogue of Life.